# 15分钟定律
15分钟定律（15 minutes of fame）是指某個不知名的人物會短時出現在某家媒體以及真人實境節目和YouTube上。這個概念來自安迪·沃荷的一句名言：「未来，每个人都有可能出名15分钟。」 因而一個人把握好短時露面的機會很有可能會讓自己變得更有名。